# Gradeșnița, Vrața
Gradeșnița (în bulgară Градешница) este un sat în comuna Krivodol, regiunea Vrața,  Bulgaria.
Satul este cunoscut pentru descoperirea pe teritoriul său a plăcuțelor sau tăblițelor de la Gradeșnița, mici tablete de ceramică datate în mileniul 5 î.e.n. şi conținând simboluri grafice. Tăblițele se află expuse la Muzeul de Istorie din Vrața.

## Demografie
Componența etnică a satului Gradeșnița
     Romi (20,72%)
     Bulgari (77,26%)
     Nicio identificare (1,4%)
     Altele (0,6%)
La recensământul din 2011, populația satului Gradeșnița era de 497 locuitori. Din punct de vedere etnic, majoritatea locuitorilor (77,26%) erau bulgari, cu o minoritate de romi (20,72%). Pentru 1,4% din locuitori nu este cunoscută apartenența etnică.